# Luigi Rizzi (Sprachwissenschaftler)

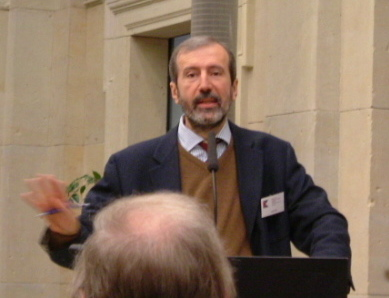
Luigi Rizzi, 2005

Luigi Rizzi (* 3. Juni 1952 in Genua) ist ein italienischer Sprachwissenschaftler und Professor an der Universität Siena (Italien). Er studierte an der Scuola Normale Superiore in Pisa und an der Universität Paris VIII. Er ist vor allem im Bereich der vergleichenden Syntax tätig und gilt als einer der Begründer der kartographischen Syntax. Zusammen mit Guglielmo Cinque ist er Herausgeber der im Bereich der generativen Grammatik einflussreichen Zeitschrift Rivista di grammatica generativa.
2000 wurde er als korrespondierendes Mitglied in die British Academy aufgenommen. 2007 wurde Rizzi in die Academia Europaea gewählt, 2017 in die American Academy of Arts and Sciences und 2021 in die National Academy of Sciences.

## Schriften
- Issues in Italian syntax. Walter de Gruyter, 1982
- Relativized minimality. MIT Press, 1990
- The structure of CP and IP. Oxford University Press, 2004